# Grigori Fedótov
Grigori Ivánovich Fedótov (en ruso: Григо́рий Ива́нович Федо́тов; 29 de marzo de 1916—8 de diciembre de 1957, Moscú) fue un futbolista y entrenador soviético. Jugó como delantero y fue especialmente recordado como uno de los grandes goleadores y capitanes del CSKA Moscú.
Fue condecorado con el premio Maestro Honorífico de los Deportes de la URSS (1940). Su hijo, Vladimir Fedotov, también fue un destacado jugador de fútbol del CSKA y entrenador de varios equipos.

## Trayectoria
Criado en cuarteles de trabajadores en Glujovo, un pequeño pueblo al noreste de Moscú, donde sus padres trabajaban en la fábrica de algodón Morozov. El joven comenzó jugando con el equipo de la fábrica textil local. Durante este tiempo Fedótov se graduó como cerrajero. A los 18 años de edad se trasladó a Moscú, donde trabajó como mecánico en la fábrica Metallurg cuyo equipo, el FC Serp i Molot Moscú («Hoz y martillo») lo invitó a jugar. Fedótov permaneció allí tres años y llegó a la Liga Soviética en la temporada 1937.
En 1938 fue fichado por el CSKA Moscú y fue el primer jugador en lograr la cifra de 100 goles oficiales en la Soviet Top Liga. De hecho, la lista club Grigori Fedótov fue nombrada en su honor y es un reconocimiento a los jugadores que marcan más de un centenar de goles en el campeonato ruso. Fedótov anotó 126 goles en liga con el CSKA, un récord que permanece imbatido a día de hoy en el club.
Tras retirarse como futbolista inició su etapa como entrenador de fútbol, en la que dirigió al CSKA en varias ocasiones.